# Lapeirousia masukuensis
Lapeirousia masukuensis är en irisväxtart som beskrevs av Vaupel och Schltr.. Lapeirousia masukuensis ingår i släktet Lapeirousia och familjen irisväxter. Inga underarter finns listade i Catalogue of Life.